# 北堀江
北堀江（きたほりえ）は、大阪府大阪市西区の町名。現行行政地名は北堀江一丁目から北堀江四丁目。

## 地理
大阪市西区の南東部に位置。南は南堀江、北は長堀通を挟んで新町、西は木津川を挟んで千代崎、東は阪神高速1号環状線を挟んで中央区西心斎橋とそれぞれ接する。

### 河川
- 木津川

## 歴史
現在南堀江との境界となっている大阪市道玉造西九条線（周防町通・北堀江通）の南側にはかつて堀江川が流れており、もとの境界は堀江川だった。
北堀江の町名は1698年（元禄11年）の堀江川の開削および堀江新地の開発の際に成立したが、もとの町域は堀江新地のうち堀江川の北岸のみで、それより北側は御池通という町名だった。
長堀川（埋立。現・長堀通）の下流一帯では、下船場側にもまたがって土佐藩が広大な蔵屋敷を構え、材木問屋をはじめ土佐の物産を扱う町が形成され、土佐藩の影響が色濃いこのエリアを西長堀と称した。
90年代前半頃までは大阪市内でも繁華街などから外れた地域であり古い商店街や雑居ビルなどで点在する錆びれた街であったが、90年代半ば頃に音楽制作会社のビーイングの創業者である長戸大幸によって堀江一帯の不動産が大量に取得され、無名デザイナーなどによる新しいブランドショップ、カフェ、レストラン、サロンなどが次々にオープン、またお洒落な高級賃貸マンション、タワーマンションなどが多数建築されたことにより若者の入居が増えていった。同時期にビーイングの大阪本部としてメジャーレーベルのレコード会社GIZA studioが起業され、ライブハウスなどの施設もオープンするなど瞬く間に若者の街へと変貌し、人口増加と共に数々の企業が事務所を構えるなど現在の資産価値ある土地へと変わった。
2024年（令和6年）9月12日、北堀江四丁目の長堀抽水所内で可燃性のガスが爆発。市役所職員ら4人が負傷したほか、近隣マンションの窓などの破損、車両の破損等24件の被害が生じた。

## 世帯数と人口
2021年（令和3年）3月31日現在の世帯数と人口は以下の通りである。
| 丁目         | 世帯数    | 人口    |
| ------------ | --------- | ------- |
| 北堀江一丁目 | 1,409世帯 | 2,136人 |
| 北堀江二丁目 | 1,404世帯 | 2,092人 |
| 北堀江三丁目 | 1,269世帯 | 2,241人 |
| 北堀江四丁目 | 1,831世帯 | 3,336人 |
| 計           | 5,920世帯 | 9,805人 |

### 人口の変遷
国勢調査による人口の推移。
| 1995年（平成7年）  | 6,558人 | [ 8 ]  |  |
| 2000年（平成12年） | 7,037人 | [ 9 ]  |  |
| 2005年（平成17年） | 7,649人 | [ 10 ] |  |
| 2010年（平成22年） | 8,727人 | [ 11 ] |  |
| 2015年（平成27年） | 9,947人 | [ 12 ] |  |

### 世帯数の変遷
国勢調査による世帯数の推移。
| 1995年（平成7年）  | 2,996世帯 | [ 8 ]  |  |
| 2000年（平成12年） | 3,434世帯 | [ 9 ]  |  |
| 2005年（平成17年） | 4,630世帯 | [ 10 ] |  |
| 2010年（平成22年） | 5,095世帯 | [ 11 ] |  |
| 2015年（平成27年） | 5,967世帯 | [ 12 ] |  |

## 学区
市立小・中学校に通う場合、学区は以下の通りとなる。なお、小学校・中学校入学時に学校選択制度を導入しており、通学区域もしくは隣接する校区の小学校・中学校から選択することも可能。
| 丁目         | 番   | 小学校             | 中学校             |
| ------------ | ---- | ------------------ | ------------------ |
| 北堀江一丁目 | 全域 | 大阪市立堀江小学校 | 大阪市立堀江中学校 |
| 北堀江二丁目 | 全域 | 大阪市立堀江小学校 | 大阪市立堀江中学校 |
| 北堀江三丁目 | 全域 | 大阪市立堀江小学校 | 大阪市立堀江中学校 |
| 北堀江四丁目 | 全域 | 大阪市立堀江小学校 | 大阪市立堀江中学校 |

## 事業所
2016年（平成28年）現在の経済センサス調査による事業所数と従業員数は以下の通りである。
| 丁目         | 事業所数  | 従業員数 |
| ------------ | --------- | -------- |
| 北堀江一丁目 | 587事業所 | 7,154人  |
| 北堀江二丁目 | 190事業所 | 1,804人  |
| 北堀江三丁目 | 111事業所 | 1,877人  |
| 北堀江四丁目 | 70事業所  | 730人    |
| 計           | 958事業所 | 11,565人 |

## 施設

### 公共施設
- 大阪市立中央図書館（愛称：辰巳商会中央図書館）

### 教育機関
- 大阪市立西高等学校 (廃校) - 2022年度に大阪市立扇町総合高等学校、大阪市立南高等学校の三校と統合し、扇町総合高等学校校地（北区松ヶ枝町）に大阪府立桜和高等学校として開校。
- 大阪市立堀江小学校
- 大阪市立堀江中学校

### 金融機関
- 高知銀行大阪支店
- 中國銀行 (BANK OF CHINA) 在日本大阪支店営業部
- 大同信用組合本店営業部
- 徳島大正銀行堀江支店
- 大阪商工信用金庫西支店

### 公園
- 土佐公園 - 岩崎彌太郎舊邸跡
- 阿弥陀池公園
- 西長堀公園

### 社寺
- 土佐稲荷神社
- 和光寺 - あみだ池の通称で知られる。旧町名の御池通（みいけどおり）や、あみだ池筋の由来でもある。
- 最勝寺
- 浄徳寺

## 交通

### 鉄道
- 大阪市高速電気軌道 (Osaka Metro) の四ツ橋駅・西長堀駅

地内に所在する駅は上記の2駅だが、他に大阪市高速電気軌道 (Osaka Metro) の西大橋駅にも近接する。

### 道路
高速道路
- 阪神高速1号環状線

主要地方道
- 大阪府道41号大阪伊丹線（なにわ筋）
- 大阪府道29号大阪臨海線（新なにわ筋）
- 大阪府道173号大阪八尾線（長堀通）
- 大阪市道南北線（四つ橋筋）
- 大阪市道中之島桜川線（あみだ池筋）

## 出身人物
- 宮崎武吉（旧姓・井上、弁護士） - 北堀江三番町に生まれた[15]。

## その他

### 日本郵便
- 〒550-0014[3]（集配局：大阪西郵便局[16]）